# Революционная рабочая партия (Россия)
Революционная рабочая партия (РРП) — незарегистрированная российская политическая партия троцкистской направленности, созданная в 1999 году. С 2002 по 2011 годы в России действовали две организации, которые носили название «Революционная рабочая партия». В 2011 году активисты одной из них, с центром в Перми, приняли участие в создании Российского социалистического движения.

## Создание и первые годы деятельности
На Седьмом съезде КРДМС в январе 1999 года организация приняла решение о вступлении в Комитет за марксистский интернационал (КМИ) и переименовании организации в РРП. В 2002 году РРП раскололась на три организации: РРП с центром в Москве, РРП с центром в Перми и Марксистскую группу «Рабочая демократия», признанную Комитетом за марксистский интернационал своей российской секцией.

## РРП (Пермь)
Организация была сосредоточена в Пермском крае. Организация занималась, преимущественно, жилищным движением. Активисты РРП принимали участие в создании и работе Координационного совета протестных действий в городе Перми и Совета пермских общежитий, активно участвовали в работе общероссийского Союза координационных советов. Также организация взаимодействовала с объединением профсоюзов «Защита труда». Издавала газету «Рабочая демократия».
Лидерами организации являлись Анастасия Мальцева и Вадим Лагутенко. Анастасия Мальцева в 2005 году принимала участие в создании Координационного совета протестных действий (КСПД) в городе Перми, возникшего на волне антимонетизационной кампании. Мальцева является сопредседателем КСПД, а также одним из лидеров движения общежитий города.
В 2007 году из организации вышло несколько студенческих активистов, которые сформировали Марксистскую группу «Коммунистическая инициатива» (КИ). В декабре 2007 года члены КИ приняли решение о вступлении в «Социалистическое сопротивление», став его пермским отделением. 1 апреля 2011 года на основе местных организаций Революционной рабочей партии и «Социалистического сопротивления» было создано региональное отделение Российского социалистического движения в Пермском крае.

## РРП (Москва)
Центральная организация находится в Москве, также были группы в Санкт-Петербурге, Ульяновске, Тольятти, Пскове, Воронеже, Краснодаре, Нальчике, Волгограде, Хабаровске, Оренбурге, в Чувашии, в Дагестане и сторонники в других регионах России, а также в Белоруссии, на Украине, в Молдавии, в Киргизии и в Финляндии.
Участвует в рабочем и жилищном движении. В рабочем движении организация активно сотрудничает с профсоюзными организациями МПРА и с другими независимыми профсоюзами, однако не считает принципиальной разницу между так называемыми «жёлтыми» (склонными к поиску компромиссов с работодателем) и «классовыми» (бескомпромиссными) профсоюзами. При наличии внутри предприятия, где намечается трудовой конфликт, ячейки «официального» профсоюза, например, ФНПР, и надежде склонить его к достаточно решительным действиям в защиту рабочих, предпочитает сотрудничать с ним, вместо проведения работы по созданию отделения «альтернативного» профсоюза. Порой это приводит к конфликтам с другими левыми партиями, так же участвующими в рабочем движении и обвинениям в оппортунизме.
В жилищном движении борется против незаконных, по её мнению, сделок по продаже заводских общежитий во время приватизации предприятий и попыток новых собственников представить жильцов приватизированных домов как самозахватчиков, за которыми следуют попытки их выселить. Требует передачи всех бывших заводских общежитий в муниципальную собственность и заключения с жильцами договора социального найма. Используя в борьбе юридические механизмы, подкрепляет их организацией массовых акций.
Издавала газету «Рабочая демократия», а также ряд региональных и заводских газет, таких как, например, «Рабочая демократия на ВАЗе» в городе Тольятти.
Члены партии участвовали в учредительном съезде создаваемой бывшими членами Альтернативного горкома КПРФ альтернативной Объединенной Коммунистической партии (ОКП) и в большинстве своём подали заявление о вхождении в неё. На съезде некоторые лидеры РРП были избраны в Центральный комитет ОКП, и было решено сделать газету «Рабочая демократия» органом ОКП.
Обычная для актива РРП деятельность в это время проходила под флагами ОКП, однако впоследствии в этой партии произошёл раскол. Ядро вышедших из ОКП представляли собой бывшие члены РРП во главе с членами ЦК ОКП Сергеем Бийцом и Григорием Сивачёвым. Они обвинили руководство ОКП в измене идеалам интернационализма, сближении с националистическими организациями и отвлечении поддержкой руководства «народных республик» в войне на востоке Украины от более важной работы в рабочем движении. Со своей стороны, руководство ОКП обвинило их в энтризме с целью вербовки сторонников для своей организации.
В сентябре 2015 года была проведена Восстановительная конференция Московской РРП. 8 мая 2016 года в Москве был созван общероссийский 11-й съезд РРП, на котором были приняты обновлённые устав и программа, избраны руководящие органы партии и намечена стратегия ее дальнейшего развития.
В 2017 году, в результате внутренних разногласий, в РРП сперва выделилось «рабочее крыло», а затем внутриорганзационный конфликт привёл к расколу и учреждению ушедшей из РРП частью актива Рабочей коммунистической партии.
В августе 2018 года в РРП произошёл раскол по вопросу о поддержке Вадима Кумина в качестве кандидата в мэры Москвы, в котором Центральный Комитет РРП настаивал на продолжении поддержки КПРФ на выборах. Отколовшаяся от РРП часть на проведённом ей XIII съезде 3–4 мая 2019 года в  объединилась с Международной Марксистской Тенденцией и переименовалась в «Марксистскую Тенденцию» — российскую секцию ММТ.

## См.также
- Комитет за рабочую демократию и международный социализм
- Международная марксистская тенденция